# 阪口あき子
阪口 あき子（さかぐち あきこ、1973年6月2日 - ）は、日本の実業家。学位は学士（静岡県立大学・1996年）。旧姓は望月（もちづき）。株式会社シンプルウェイ代表取締役。

## 来歴

### 生い立ち
1973年、静岡県富士市にて生まれた。静岡県立富士高等学校を卒業後、地元の公立大学である静岡県立大学に進学した。大学在学中から起業に興味を持っており、1996年に同大学を卒業した。

### アルバイトタイムス
静岡県立大学卒業後、アルバイトタイムスに入社した。同社では主として営業職として勤務したが、初年度から売上アップに貢献したことから、27歳にして課長に就任した。なお、27歳での課長就任は当時、社内最年少記録である。しかし、大学の同級生と結婚することを機に、起業に専念するため、29歳でアルバイトタイムスを退職した。2002年。夫の住む北海道函館市に転居した。

### シンプルウェイ
函館市に移住してすぐ、起業に着手し、2003年にシンプルウェイを設立した。8ミリビデオの劣化したテープを修復しDVDに変換する「8mmフィルム工房」や、VHSやベータマックスなどのテープをダビングしDVDに記録する「ビデオダビング工房」といった事業を展開した。「想い出映像の価値創造」を選定理由として、2007年、全国商工会議所女性会連合会「第6回女性起業家大賞」の「奨励賞」を受賞。2008年、北海道庁が全道から6社を選定する「北海道チャレンジ表彰」に選ばれ、高橋はるみ知事から表彰された。2013年、株式会社吉岡映像（京都市）や北海道立工業技術センター（函館市）との共同研究により、フィルム修復技術の特許を取得した。
また、2008年、函館市の活性化と観光アピールを企図し、烏賊をモチーフとした宇宙人「イカール星人」なるキャラクターをプロデュース。北海道のローカルヒーローとして、観光地を紹介するムービーなどに出演するなど、メディア展開を行った。2010年、イカール星人によるYouTube用観光CMが、第15回 AMD アワード「リージョナル賞」を受賞（地域に根ざしたデジタルコンテンツやサービスの中で、最も優れた功績を挙げた個人・団体に与えられる賞である）。。
2010年12月から2023年3月までは、函館市公式観光情報サイト「はこぶら」を運営。閲覧数（ページビュー）を、2010年の年間178万回から、2016年の1436万回へと大幅に増加させ、北海道新幹線開業に向けた観光PRの強化に貢献した。また、函館市の食の魅力発信サイト「おいしい函館」、IJUターン希望者向けサイト「函館しごとネット」、イベント情報サイト「函館イベントガイド」、函館マラソン公式サイトの運営や、関連するSNSによる情報発信も担当した。

### ワールドエッグス
現在は、株式会社ワールドエッグスにて、ソーシャルプロジェクト等のプロデュースに携わる。

## 略歴
- 1973年 - 静岡県富士市にて誕生。
- 1996年 - 静岡県立大学卒業。
- 1996年 - アルバイトタイムス入社。
- 2002年 - アルバイトタイムス退職。
- 2003年 - シンプルウェイ設立。
- 2007年 - 日本商工会議所「女性起業家大賞」の「奨励賞」受賞。
- 2008年 - 北海道チャレンジ企業表彰。
- 2010年 - 「イカール星人」映像作品が、「デジタルコンテンツ・オブ・ジ・イヤー2009」のリージョナル賞を受賞。
- 2012年 - 「イカール星人」映像作品が、「ショートショートフィルムフェスティバル・アジア2012」の「旅シヨーット部門」にノミネート。
- 2010年 - 2023年　函館市公式観光情報サイト「はこぶら」等の運営を担当。
- 2023年 - ワールドエッグス入社